# Piampatara ubirajarai
Piampatara ubirajarai là một loài bọ cánh cứng trong họ Cerambycidae.